# 青春奇談 赤い雲
『青春奇談 赤い雲』（せいしゅんきだん あかいくも）は、西岸良平による日本の漫画作品。『漫画アクション』（双葉社）にて連載された。単行本は全1巻。続編は『青春奇談 可愛い悪魔』。

## あらすじ
駆け出し漫画家の耕介は妹と2人暮らしをしていたが、魔力を持つ猫のワニ丸を譲られて以来、様々な怪事件に巻き込まれるようになる。

## 主な登場人物
東山耕介
漫画家のタマゴ。両親を事故で亡くし、妹の久美子と2人暮らしをしている。作中の序盤では出版社に何度持ち込みをしても断られていたが、中盤以降に2本の連載が決まり、売れっ子となる。高校時代は水泳部に所属していた。21歳。
東山久美子
耕介の妹。養子のため、血の繋がりはない。ハンバーガー店などで働きながらイラストの勉強をしており、耕介のアシスタントも勤める。兄に対して恋愛感情を抱いている。18歳。
ワニ丸
猫又。300年前から生きており、血統書には飼い主だった人間の名前が書かれている。久美子の実の祖父である大公路伯爵より遺産として譲られてきた。魔力を持っており、多様な超能力を操る。また人間の言葉を喋り、巧みな料理の腕を見せ、アシスタントもこなす。
血引（ちびき）
編集者。耕介を高く評価しており、中盤以降に連載を依頼してくる。完全に夜型の生活をしており、太陽に当たるとめまいを起こすほど。昼間は段ボール箱の中で眠るという奇癖がある。

## コミック
- 1982年9月24日 - 双葉社よりアクションコミックスのレーベルで発行
- 1990年12月19日 - A5判サイズにて再版される
- 2001年5月15日 - 西岸良平名作劇場『赤い雲』としてコンビニコミック形式で再版される
- 2010年7月20日 - 双葉文庫名作シリーズとしてコミック文庫化される

## 映像化
フジテレビの「世にも奇妙な物語」で第10話「赤い雲」が実写化されている。しかし、単発作品である為、設定や展開などは変更された。